# FK Vršac
FK Vršac, serb:  ФK Bpшaц – serbski klub piłkarski z Vršacu. Został utworzony w 1913 roku. Obecnie występuje w Srpska Liga Vojvodina.